# Mon ami d'école
Pour plus de détails, voir Fiche technique et Distribution.
Mon ami d'école (Mein Schulfreund) est une comédie ouest-allemande réalisée par Robert Siodmak, basée sur la pièce Der Schulfreund (de) (1958) de l'auteur autrichien Johannes Mario Simmel et sortie en 1960.

## Synopsis
À Munich en 1944, Ludwig Fuchs, un facteur, vient de voir mourir l'ami de sa fille dans un raid aérien. Son appartement a été détruit tandis que l'alarme anti-aérienne s'estompe. Il rédige alors une lettre à Hermann Göring, un ami d'école, pour lui demander de mettre un terme à cette guerre insensée et perdue. La lettre est ouverte par le capitaine Sander et le capitaine Kühn dans l'antichambre du ministre de l'air et Ludwig est arrêté en tant que suspect « politique ». Il est ainsi envoyé chez un psychiatre et bien que le professeur Strohbach le classe comme complètement en bonne santé, Ludwig est déclaré fou à la demande de Göring, car c'est le seul moyen de le sauver de l'exécution. Strohbach pose alors un mauvais diagnostic, sur quoi son collègue subalterne, le Dr Lerch dépose une plainte officielle contre Strohbach. En tant que malade mental, Ludwig n'est plus autorisé à travailler comme facteur.
La guerre finie, Ludwig veut casser le mauvais diagnostic qui le déclare fou pour retourner à son travail. Un nouveau rapport échoue car le psychiatre inexpérimenté n'ose pas remettre en question le diagnostic du professeur Strohbach, qui reste une éminence. Ludwig a maintenant besoin d'un témoin qui était impliqué dans l'affaire à l'époque. Goering mort, il ne reste plus que Strohbach, qui se trouve en zone d'occupation américaine. Condamné à dix ans de prison pour avoir reçu de nombreuses demandes de stérilisation de malades mentaux par le Dr Lerch, qu'il devait signer. Il refuse de témoigner dans le cas de Ludwig parce qu'il doit signer chaque déclaration, mais sur la base de son expérience, il ne peut plus le faire. 
D'autres années passent et le Dr Lerch  revient d'une longue captivité soviétique en Allemagne et refuse de témoigner. Il s'élève ainsi contre le professeur Strohbach, qui l'avait transféré sur le front de l'est en guise de punition quelques années auparavant. Le prisonnier de guerre qui a suivi a fait de lui un infirme, de sorte qu'il ne voit plus aucune raison de révoquer la cause pour laquelle il devait tant expier. Le capitaine Sander, qui avait remis la lettre d'intervention de Göring à l'époque et connaît la situation réelle, aimerait aider Ludwig, mais il meurt subitement peu avant de témoigner. 
En 1958, Ludwig est proche du suicide parce que même le collègue de Sander, Kühn, ne veut pas l'aider, car bien qu'il connaisse la vérité, il ne veut pas mettre en danger sa propre position qui amènerait à se questionner sur sa position élevée dans l'appareil du pouvoir nazi. Il prétend ne rien savoir du cas de Ludwig. Ce dernier se voit refuser un voyage en Amérique du Nord avec sa fille, car le pays n'autorise aucune personne souffrant de troubles mentaux à entrer sur son territoire.
Finalement, l'avocat de Ludwig trouve la solution. Son client est devenu fou dans son bureau de poste, renverse de l'encre et détruit des vitres. Il est arrêté et réexaminé après que l'avocat a présenté le certificat de 1944. L'examen révèle une parfaite santé mentale. La poste lui verse les salaires perdus depuis 1944. Mais il y a pourtant un problème car Ludwig ne peut toujours pas rendre visite à sa fille en Amérique étant donné qu'il possède maintenant un casier judiciaire lui interdisant tout visa.

## Fiche technique
- Titre français : Mon ami d'école[1]
- Titre original : Mein Schulfreund

## Distribution
- Heinz Rühmann : Ludwig Fuchs
- Loni von Friedl : Rosi
- Ernst Schröder : le capitaine Kühn
- Hertha Feiler : la femme de Kühn
- Alexander Kerst : le capitaine Sander
- Robert Graf : Dr Lerch
- Mario Adorf : Niedermoser
- Hans Leibelt : Professeur Strohbach
- Alexander Golling (en) : Krögelmeier
- Carsta Löck : Mme Wenzel
- Werner Hessenland : Postrat
- Margaret Jahnen : Sœur Camilla
- Heinz Kargus : Wärter
- Wolfgang Reichmann : Dr Dorn
- Hans Epskamp : Postvorstand